# Robert Jaulin
Robert Jaulin (* 7. März 1928 in Le Cannet, Département Alpes-Maritimes; † 21. November 1996 in Grosrouvre, Département Yvelines) war ein französischer Anthropologe und Ethnologe.

## Leben und Wirken
Zwischen 1954 und 1959 unternahm Jaulin einige Forschungsreisen in den Tschad, wo er sich mit dem Volk der Sara beschäftigte.
Über Michel Leiris machte Jaulin die Bekanntschaft mit dem Journalisten Robert Barrat und lehnte – gleich diesem – ebenfalls den Kolonialismus ab. Die Französische Doktrin und der Beginn des Algerienkriegs brachte Jaulin dazu, im September 1960 das Manifest der 121 zu unterzeichnen.
Am 21. November 1996 starb Robert Jaulin in Grosrouvre und fand dort auch seine letzte Ruhestätte.

## Schriften (Auswahl)
als Autor
- La mort Sara. L'ordre de la vie ou la pensée de la mort au Tchad. Plon, Paris 1981, ISBN 2-266-05060-5 (EA Paris 1965, Terre humaine)
- La paix blanche. Introduction à l'éthnocide. Seuil, Paris 1970, ISBN 2-02-002517-5.
- Gens de soi, gens de l'autre. Esquisse d'une théorie descriptive (10/18; Band 800). UGE, Paris 2000.
- Les chemins du vide. Éditions C. Bourgois, Paris 1977, ISBN 2-267-00077-6.
- Jeux et jouets (L'enfant et l'avenir). Aubier Montaigne, Paris 1979, ISBN 2-7007-0128-3.
- Notes d'ailleurs. Éditions C. Bourgois, Paris 1980, ISBN 2-267-00208-6.
- Mon Thibaud. Le jeu de vivre. Aubier Montaigne, Paris 1980, ISBN 2-7007-0203-4.
- Le cœur des choses. Ethnologie d'une relation amoureuse. Éditions C. Bourgois, Paris 1986, ISBN 2-267-00385-6.
- Géomancie et Islam. Éditions C. Bourgois, Paris 1991, ISBN 2-267-01022-4.
- L'univers des totalitarismes. Essai d'ethnologie du „non etre“. Loris Talmart, Paris 1995, ISBN 2-903911-41-X.

als Herausgeber
- De l'ethnocide. Éditions 10/18, Paris 1972.
- zusammen mit Philippe Richard: Anthropologie et calcul. Éditions 10/18, Paris 1970.
- L'Ethnocide à travers les Amériques. Fayard, Paris 1972.
- La décivilisation. Éditions Complexe, Brüssel 1974.